# Aptychella speciosa
Aptychella speciosa är en bladmossart som beskrevs av Pierre Tixier 1977. Aptychella speciosa ingår i släktet Aptychella och familjen Sematophyllaceae. Inga underarter finns listade i Catalogue of Life.